# Himalafurca martensi
Espèce
Himalafurca martensi est une espèce d'araignées aranéomorphes de la famille des Linyphiidae.

## Distribution
Cette espèce est endémique du Népal. Elle se rencontre dans le district de Sankhuwasabha.

## Description
Le mâle holotype mesure 2,43 mm.

## Étymologie
Cette espèce est nommée en l'honneur de Jochen Martens.

## Publication originale
- Tanasevitch, 2021 : « New data on linyphiid spiders of Nepal (Arachnida: Araneae), with the description of a new genus and two species. » Revue Suisse de Zoologie, vol. 128, no 1, p. 107-119.